# Lake Forest, Illinois
Lake Forest este un oraș universitar situat în comitatul Lake din nord-vestul statului Illinois, Statele Unite ale Americii, pe țărmul lacului Michigan.

## Geografie
Lake Forest face parte din zona metropolitană Chicago, fiind situat pe coordonatele 42°14′5″N, 87°51′3″W.
Orașul are o suprafață totală de 43.8 km² (16.9 mi²), din care  43.7 km² (16.9 mi²) uscat și  0.1 km² (0.1 mi²) adică (0.30%) apă.

## Istoric
Lake Forest a fost fondat în anul 1857. Orașul s-a dezvoltat ca centru universitar. Două institute de învățământ superior, Lake Forest College și Lake Forest Graduate School of Management își au sediul în Lake Forest.
Orașul este renumit și pentru grija pe care locuitorii săi o acordă conservării mediului natural și conservării moștenirii istorice.

## Populație
După datele recensământului american din anul 2000, localitatea avea o populație de 20.059 locuitori grupați în 6.687 gospodării și 5.329 familii. Densitatea populației era de 459,1 locuitori/km² (respectiv 1.189,4 locuitori/mi²). Distribuția rasială a populației era: 93.80% albi, 1.35% afro-americani, 0.06% amerindieni, 3.45% asiatici, 0.13% provenind din Oceania, 0.44% alte rase, și 0.77% metiși sau mulatri.
În oraș trăiește și un mic grup de locuitori de origine română sau având ascendenți de origine română. Emigranți români din Banat și Ardeal au fost menționați, cu reședința în Lake Forest, în documentele recensămintelor americane din 1920 și 1930. Aceștia munceau mai ales în domeniul horticol.